# Дадровка
Дадровка — деревня в Жуковском районе Калужской области России. Входит в состав сельского поселения «Село Высокиничи».

## География
Стоит на берегу реки Паж, малого притока реки Протва.

## История
В XVIII веке деревня относилась к Малоярославецкому уезду во владении Коллегии экономии синодального правления, а прежде графов Орловых.
Приходская деревня Дадровка, по преданию, татарского происхождения, речь крестьян резко отличалась от говора соседних деревень. Первым поселенцем считался татарин Дудор, потомки которого существовали и конце XIX века. Известны находки серебра турецкого происхождения

## Население
| 2002 | 2010 |
| ---- | ---- |
| 1    | ↗3   |